# Les O’Connell
Leslie „Les“ James O’Connell (* 23. Mai 1958 in Timaru, Neuseeland) ist ein ehemaliger neuseeländischer Ruderer, der 1984 Olympiasieger im Vierer ohne Steuermann wurde.
Der 1,93 m große O’Connell vom Avon Rowing Club in Christchurch war 1982 Mitglied des neuseeländischen Achters, der bei den Ruder-Weltmeisterschaften 1982 in Luzern den Titel vor den Booten aus der DDR und aus der Sowjetunion gewann. Bei den Weltmeisterschaften 1983 in Duisburg starteten Conrad Robertson, Keith Trask, Gregory Johnston, Les O’Connell mit Steuermann Brett Hollister im Vierer mit Steuermann und gewannen den Titel vor dem Boot aus der DDR. Im Jahr darauf boykottierten die Ostblockländer außer Rumänien die Olympischen Spiele in Los Angeles. Les O’Connell, Conrad Robertson, Shane O’Brien und Keith Trask gewannen bei der Olympiaregatta den ersten Vorlauf im Vierer ohne Steuermann, im zweiten Vorlauf siegte das US-Boot. Im Finale siegten die Neuseeländer mit über zwei Sekunden Vorsprung vor den Amerikanern. Mit Tong Ross für Conrad Robertson belegte der neuseeländische Vierer bei den Ruder-Weltmeisterschaften 1985 den vierten Platz.
Les O’Connell gewann zwei neuseeländische Meistertitel: 1984 im Zweier ohne Steuermann und 1986 im Vierer ohne Steuermann. Neben seiner beruflichen Laufbahn in der eigenen Baufirma war O’Connell auch als Trainer beim Avon Rowing Club tätig.